# Desa Budeng
Desa Budeng är ett distrikt i Indonesien.   Det ligger i provinsen Provinsi Bali, i den sydvästra delen av landet, 900 km öster om huvudstaden Jakarta. Desa Budeng ligger på ön Bali.